# Kasper Risgård
Kasper Risgård (Aalborg, Dinamarca, 4 de enero de 1983) es un exfutbolista danés. Jugaba de centrocampista y fue profesional entre 2003 y 2019. Empezó y acabó su carrera en el Aalborg BK.

## Biografía
Kasper Risgård actúa de centrocampista defensivo, aunque al principio de su carrera jugó como defensa central. Su carrera futbolística siempre ha estado ligada al Aalborg BK. Empezó en las categorías inferiores y el 13 de abril de 2003 debutó con la primera plantilla del club en un partido contra el FC Nordsjælland (1-2). En 2004 estuvo unos meses en calidad de cedido en el FC Nordjylland. A su regreso sufrió varias lesiones que le mantuvieron un tiempo alejado de los terrenos de juego, y como consecuencia Risgård perdió la titularidad, hasta que la recuperó a finales de la temporada 2005-06. En 2008 el Aalborg BK, ayudado por Kasper Risgård (disputó 32 partidos y marcó 5 goles), se proclama campeón de Liga.
Al finalizar la temporada 2018-19 se retiró como futbolista profesional.

## Selección nacional
No fue internacional con la selección absoluta, aunque sí disputó partidos con las categorías inferiores. Debutó el 23 de septiembre de 2003 con la selección sub-20 en un partido contra Ucrania.

## Clubes
| Club                    | País      | Año       |
| ----------------------- | --------- | --------- |
| Aalborg Boldspilklub    | Dinamarca | 2003-2009 |
| FC Nordjylland (cedido) | Dinamarca | 2004      |
| Arminia Bielefeld       | Alemania  | 2009-2010 |
| Panionios G.S.S.        | Grecia    | 2010-2011 |
| Silkeborg IF            | Dinamarca | 2011-2013 |
| Aalborg Boldspilklub    | Dinamarca | 2013-2019 |

## Títulos
- 1 Liga de Dinamarca (Aalborg BK, 2008)